# Jonas Furrer
Jonas Furrer (ur. 3 marca 1805 w Winterthur, zm. 25 lipca 1861 w Bad Ragaz) – szwajcarski polityk, pierwszy prezydent Konfederacji Szwajcarskiej.
Był adwokatem w Zurichu, w 1834 stanął na czele stronnictwa radykalnego w kantonie Zurych.
Został wybrany do Szwajcarskiej Rady Związkowej 16 listopada 1848 jako jeden z pierwszych siedmiu członków. Kierował między innymi departamentami:
- departament polityczny (1848–1849)
- departament sprawiedliwości i policji (1850-1851)
- departament polityczny (1852)
- departament sprawiedliwości i policji (1853-1854)
- departament polityczny (1855)
- departament sprawiedliwości i policji (1856-1857)
- departament polityczny (1858)
- departament sprawiedliwości i policji (1859-1861)

Był pierwszym przewodniczącym Szwajcarskiej Rady Związkowej, od 21 listopada 1848 do 31 grudnia 1849. Sprawował ten urząd jeszcze trzykrotnie, w latach 1852, 1855 